# ケランパン
ケランパン（漢字：鷄卵빵、朝鮮語: 계란빵）は、朝鮮料理の菓子パンである。
日本の今川焼きおよび、朝鮮のオバントック(朝: 오방떡)にそっくりな食べ物であるが小豆餡の代わりに鶏卵(目玉焼き)が入っている。
ほか中身に工夫を加えてハムやチーズなど様々な具材を入れた変わり種ケランパンも販売されている。

## 販売形態

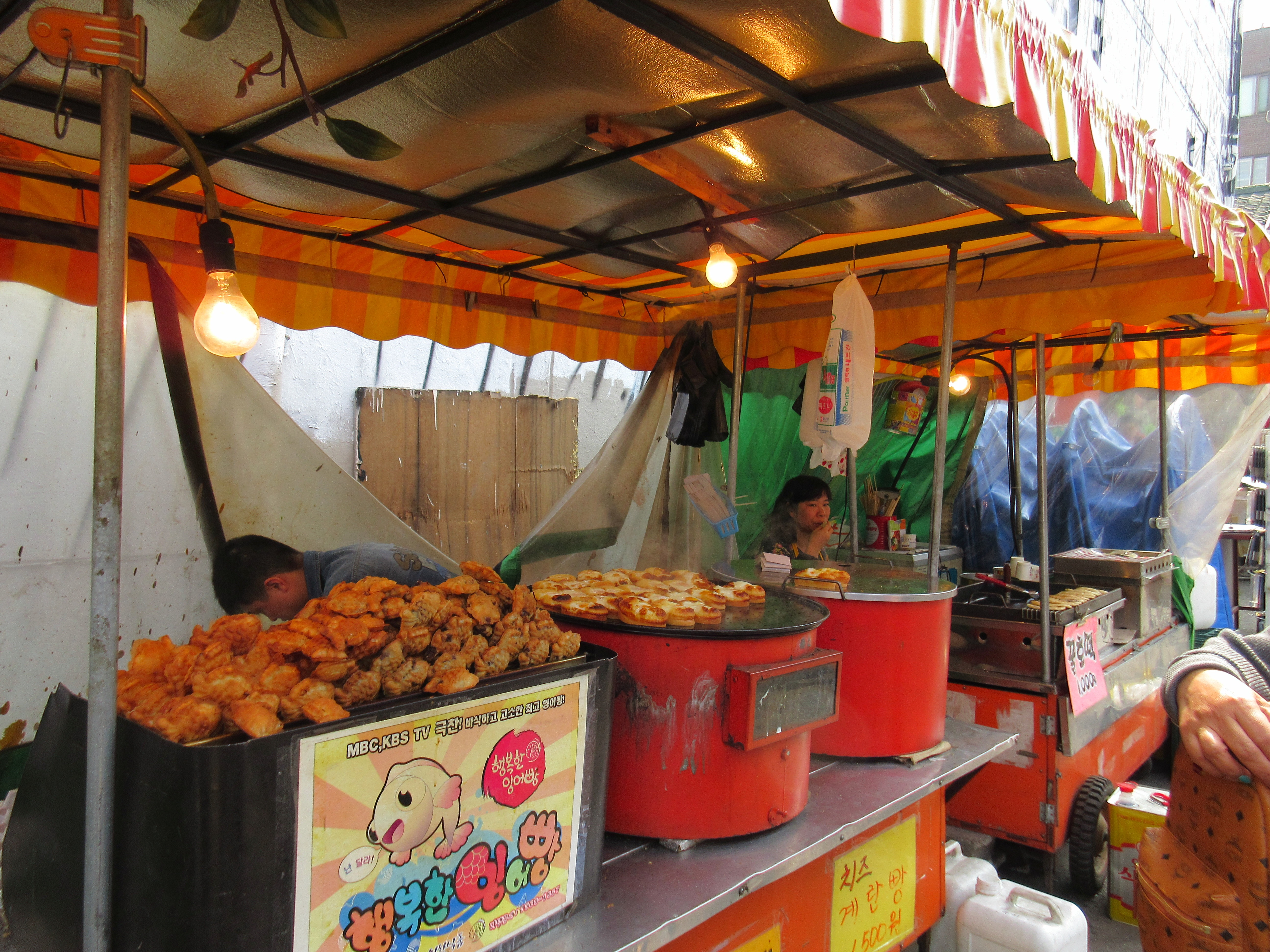
ケランパンを販売している屋台店舗

主に屋台など小さいキッチンしか持たない小規模な店舗にて立ち食い形式で販売が行われるのが主流である。またテイクアウトも可能である。

## 歴史

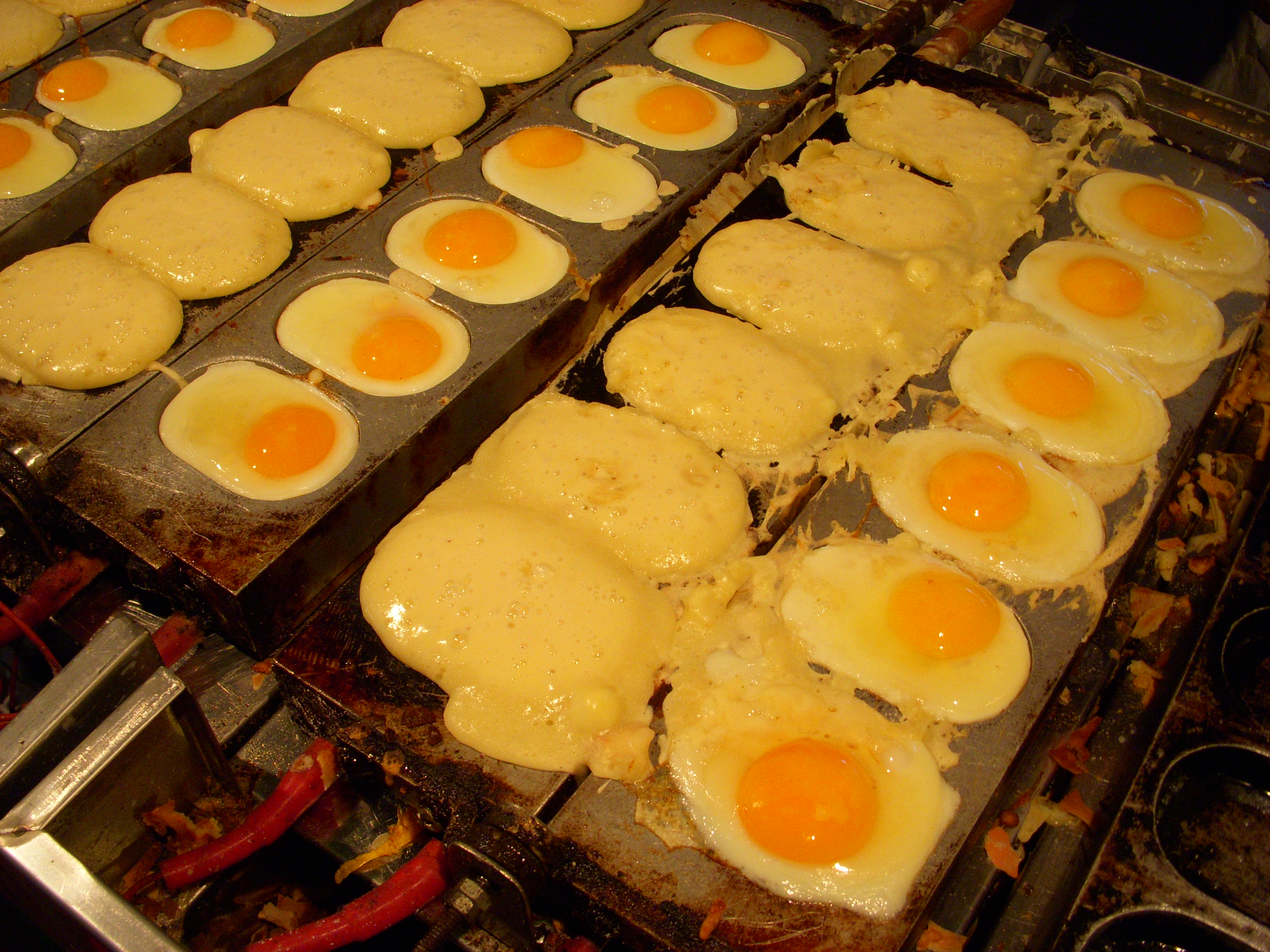
ケランパンを調理している様子

NHK『あさイチ:JAPAなび』(2012年4月19日)の説によれば、平たく言って日本の今川焼きがルーツであるとしている。 朝日新聞によれば「韓国におけるケランパンの歴史をひもとくと、オバントック（大判トック＝今川焼き）や、クッカパン（菊花を模ったアズキ餡入り焼き菓子）と呼ばれる屋台菓子にたどりつく。」としている。